# Pégaso

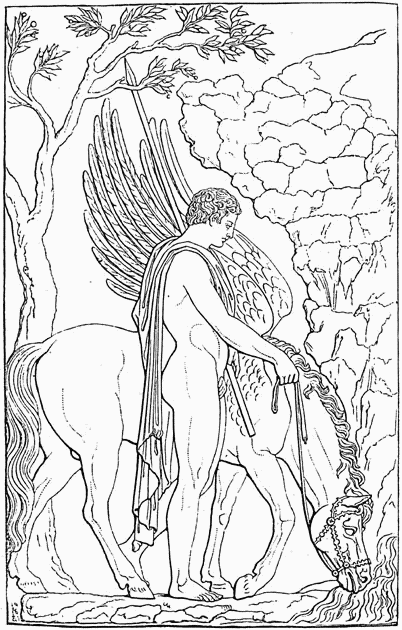
Belerofonte e Pégaso

Pégaso (em grego: Πήγασος; romaniz.: Pégasos), na mitologia grega, é um cavalo alado símbolo da imortalidade. Sua figura é originária da mitologia grega, presente no mito de Perseu e Medusa. Pégaso nasceu do sangue de Medusa quando foi decapitada por Perseu. 
Belerofonte matou a poderosa Quimera, montando Pégaso após domá-lo com ajuda de Atena e do cabresto  de ouro, que em seguida tentou usá-lo para chegar ao Monte Olimpo. Mas Zeus fez com que ele derrubasse seu cavaleiro fazendo uma vespa o picar, e Belerofonte morreu devido à grande altura. Zeus o recompensou transformando-o na constelação de Pégaso, onde deveria dali em diante ficar ao serviço dos deuses. Outra história diz que quando Zeus mandou a vespa e Belerofonte caiu, Atena ordenou que o chão ficasse macio, assim ele não morreria pela queda. 